# The Lady of Red Butte
The Lady of Red Butte é um filme mudo do gênero faroeste produzido nos Estados Unidos e lançado em 1919.